# (8929) Haginoshinji
(8929) Haginoshinji (1996 YQ2) – planetoida z pasa głównego asteroid okrążająca Słońce w ciągu 3,58 lat w średniej odległości 2,34 au. Odkryta 29 grudnia 1996 roku.